# Hauptfriedhof Braunschweig

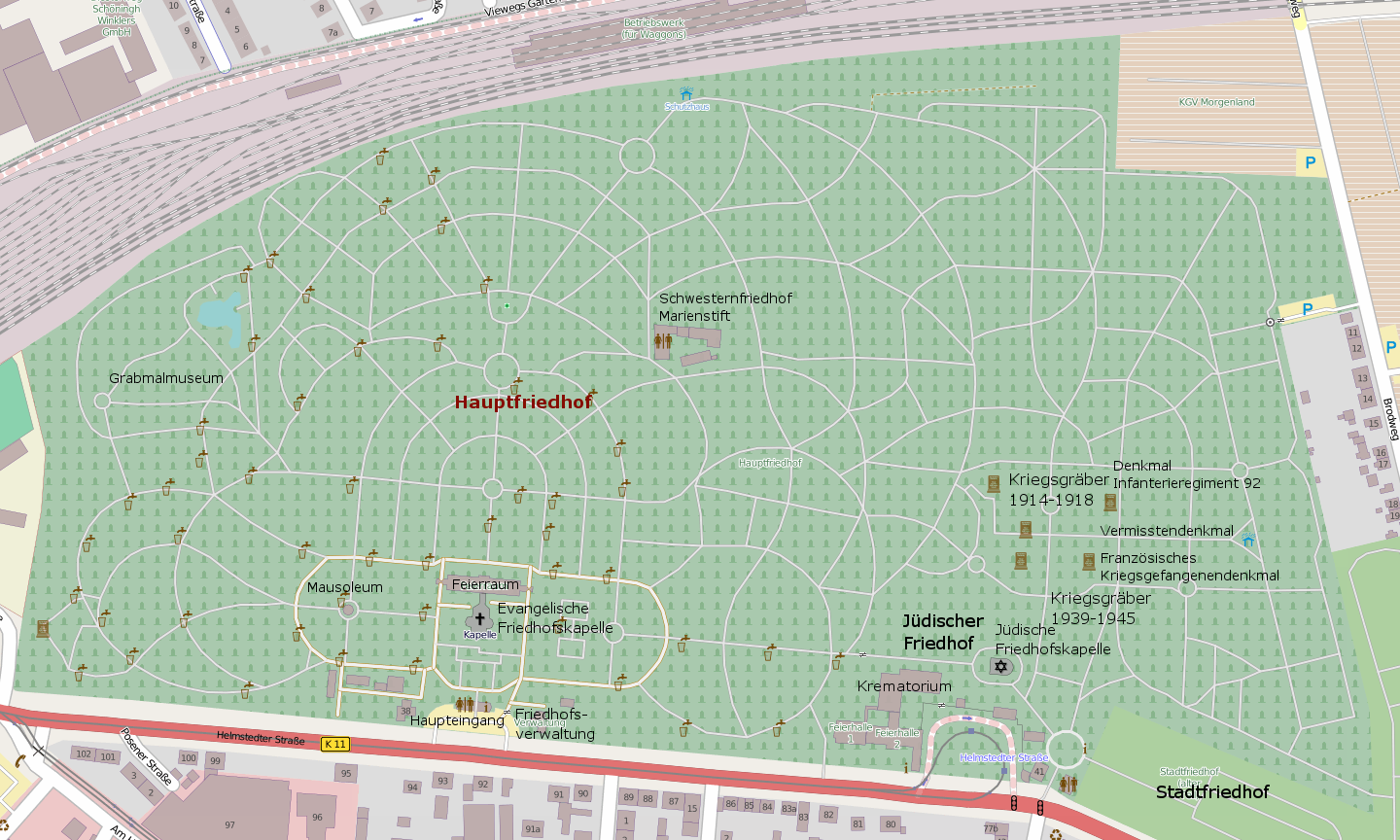
Plan des Hauptfriedhofs

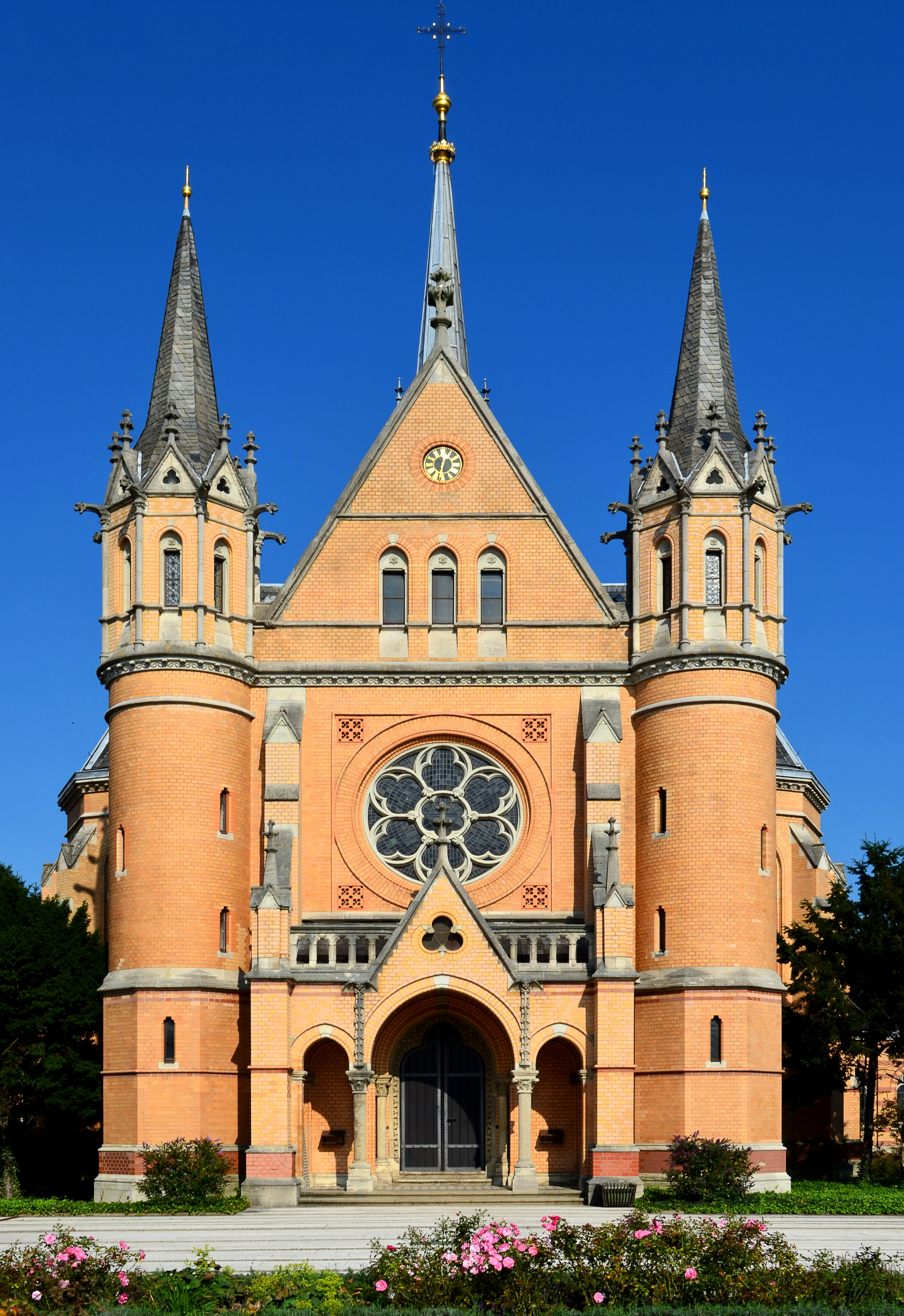
Eingang der neogotischen Friedhofskapelle von Ludwig Winter

Der Hauptfriedhof in Braunschweig ist ein zentraler evangelischer Begräbnisplatz an der Helmstedter Straße in Trägerschaft des Evangelisch-lutherischen Propsteiverbandes Braunschweiger Land. Er wurde 1887 als Centralfriedhof bzw. Zentralfriedhof angelegt und ersetzte damals die dezentralen Friedhöfe der evangelischen Kirchengemeinden Braunschweigs. Bis zur Eingemeindung von Vororten mit ihren Ortsteilfriedhöfen blieb der Hauptfriedhof der einzige evangelische Friedhof der Stadt. Mit rund 42 Hektar ist er heute einer der größten kirchlichen Begräbnisplätze in Deutschland. Auf der Anlage des Hauptfriedhofs befinden sich die evangelische Friedhofsverwaltung, die Evangelische Friedhofskapelle, die nach Plänen des Architekten Ludwig Winter errichtet wurde, und ein Feierraum für die Trauerfeiern. Der Friedhof ist letzte Ruhestätte zahlreicher bekannter Persönlichkeiten, darunter Oberbürgermeister der Stadt, Architekten, Schriftsteller, Künstler und Unternehmensgründer.
Benachbart zum Hauptfriedhof befinden sich auch Friedhöfe anderer Religionsgemeinschaften sowie städtische Anlagen. Die Friedhöfe liegen im Osten der Stadt im heutigen Stadtbezirk Viewegsgarten-Bebelhof, in dem noch weitere historische Friedhöfe liegen.

## Geschichte
Bis zum 18. Jahrhundert wurden verstorbene Bürger der Stadt auf den die Stadtkirchen direkt umgebenden Kirchhöfen, also innerhalb der Stadtmauern bestattet. Aufgrund der in der Bevölkerung wachsenden Sensibilisierung für die dadurch ausgehenden Gesundheitsgefahren, untersagte Herzog Karl I. jedoch ab 1764 die weitere Nutzung dieser Innenstadtfriedhöfe, so dass die bisherigen Kirchhöfe vor die Tore der Stadt verlegt wurden. Die alten innerstädtischen Friedhöfe wurden zumeist eingeebnet und mit Bäumen bepflanzt.
Anfang der 1870er Jahre trat zum ersten Mal das Problem der drohenden Überfüllung ein, nämlich beim Friedhof der Katharinenkirche. Ende des 19. Jahrhunderts war der Zeitpunkt erreicht. Im Rahmen der Stadterweiterung Braunschweigs Ende des 19. Jahrhunderts sowie damit einhergehender verkehrstechnischer Gründe wurde schließlich der Hauptfriedhof zwischen der Helmstedter Straße und den Bahnanlagen am östlichen Stadtrand eingerichtet. Hier am Streitberg befand sich im Mittelalter der Ort Morthop, der um 800 entstanden sein soll und wohl nach der Gründung des Klosters Riddagshausen im 12. Jahrhundert wüst gefallen war.
Am 1. Oktober 1887 wurde der „Centralfriedhof“ eingeweiht und ersetzt seither die protestantischen Friedhöfe der einzelnen Kirchengemeinden. Die bisherigen Friedhöfe wurden nicht aufgelöst, sondern lediglich nicht mehr neu belegt, es sei denn, Grabstellen waren bereits frühzeitig reserviert und bis spätestens 31. Dezember 1894 belegt worden. Stadtbaurat Ludwig Winter entwarf die Friedhofsanlage mit den beiden Wohngebäuden für den Friedhofsverwalter und -gärtner (heute Sitz der Friedhofsverwaltung) am Haupteingang und die Friedhofskapelle im Stil des Historismus sowie 1911 das Krematorium.
Seit November 1954 sind der Hauptfriedhof und das Krematorium mit der Straßenbahn Braunschweig erreichbar. 1962 erhielt die Kapelle des Hauptfriedhofs eine neue Orgel und am 7. Oktober 1976 wurden das Eingangsgebäude und der neu gestaltete Vorplatz durch das Stadtkirchenbauamt ihrer Bestimmung übergeben.

## Bekannte Bestattete
Auf dem Hauptfriedhof sind u. a. Oswald Berkhan, Ernst Böhme, Käthe Buchler, Heinrich Büssing, Richard Dedekind, Walter Dexel, Rudolf Huch, Hugo Luther, Adolf Quensen, Wilhelm Raabe und seine Tochter Margarethe, Norbert Schultze, Hans Sommer, Julius Spiegelberg, Franz Trinks, Constantin Uhde und Ludwig Winter beigesetzt.
An Friedrich-Werner Graf von der Schulenburg erinnert eine Inschrift am Grab seiner Eltern.
Die Gebeine von Hermann Blumenau wurden am 20. Juni 1974 exhumiert und in die von ihm 1850 in Brasilien gegründete Stadt Blumenau überführt, wo ein Mausoleum für ihn errichtet wurde.
Weitere Grabstätten bekannter Persönlichkeiten sowie Ehrengräber siehe Weblinks.

### Grabstätten bekannter Braunschweiger

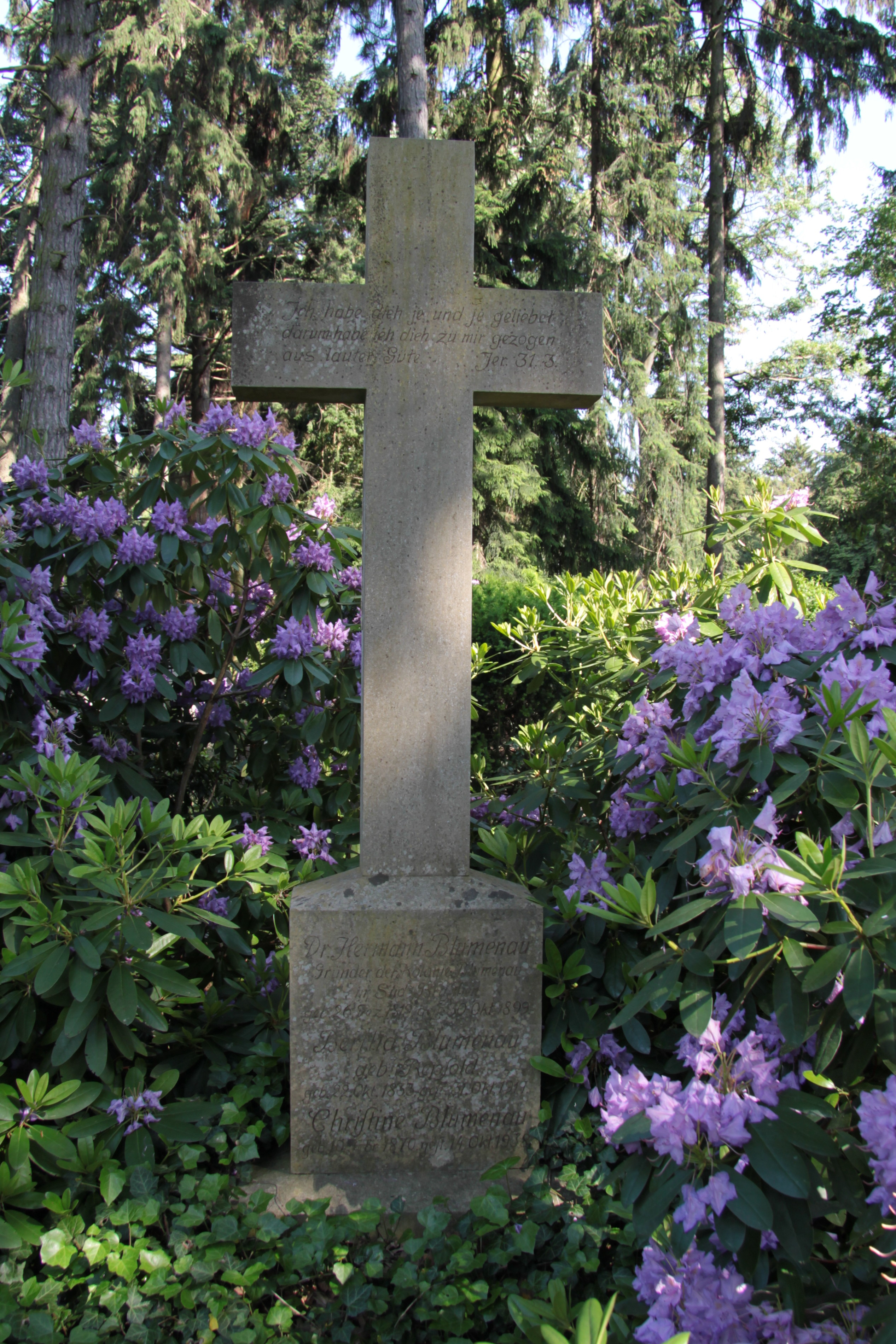
Grabstein von Hermann Blumenau
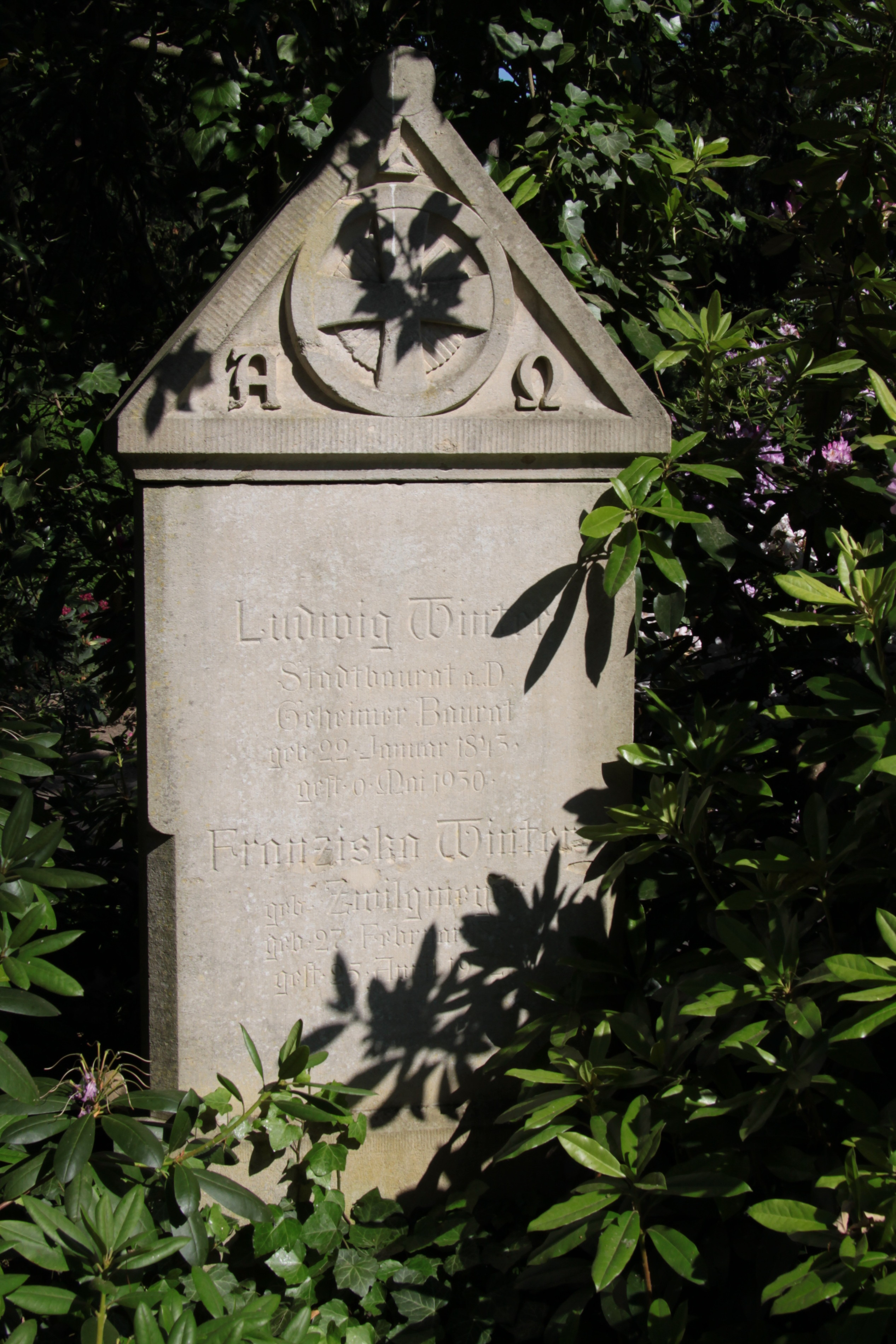
Grabstein von Ludwig Winter
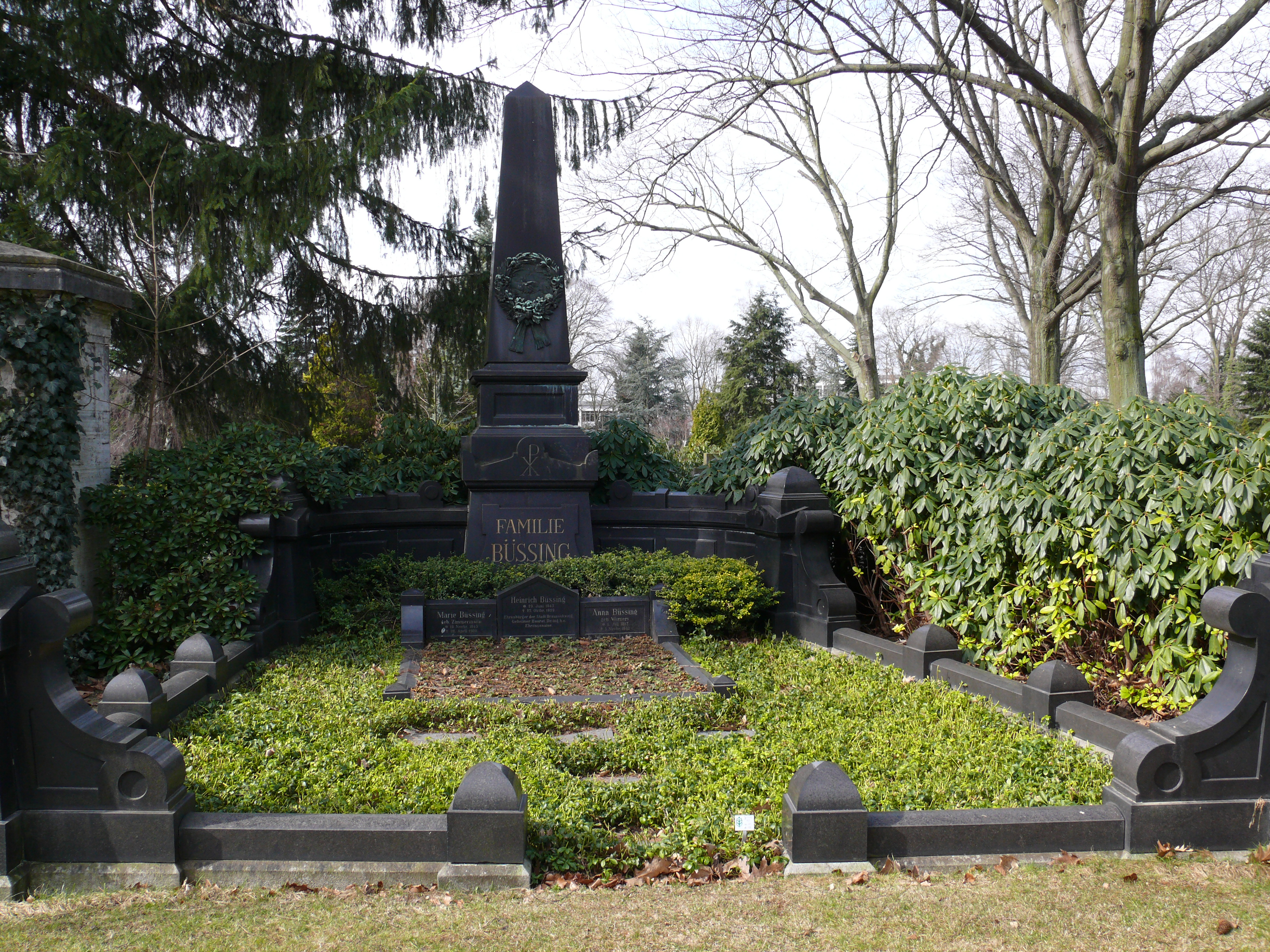
Grabstätte von Heinrich Büssing
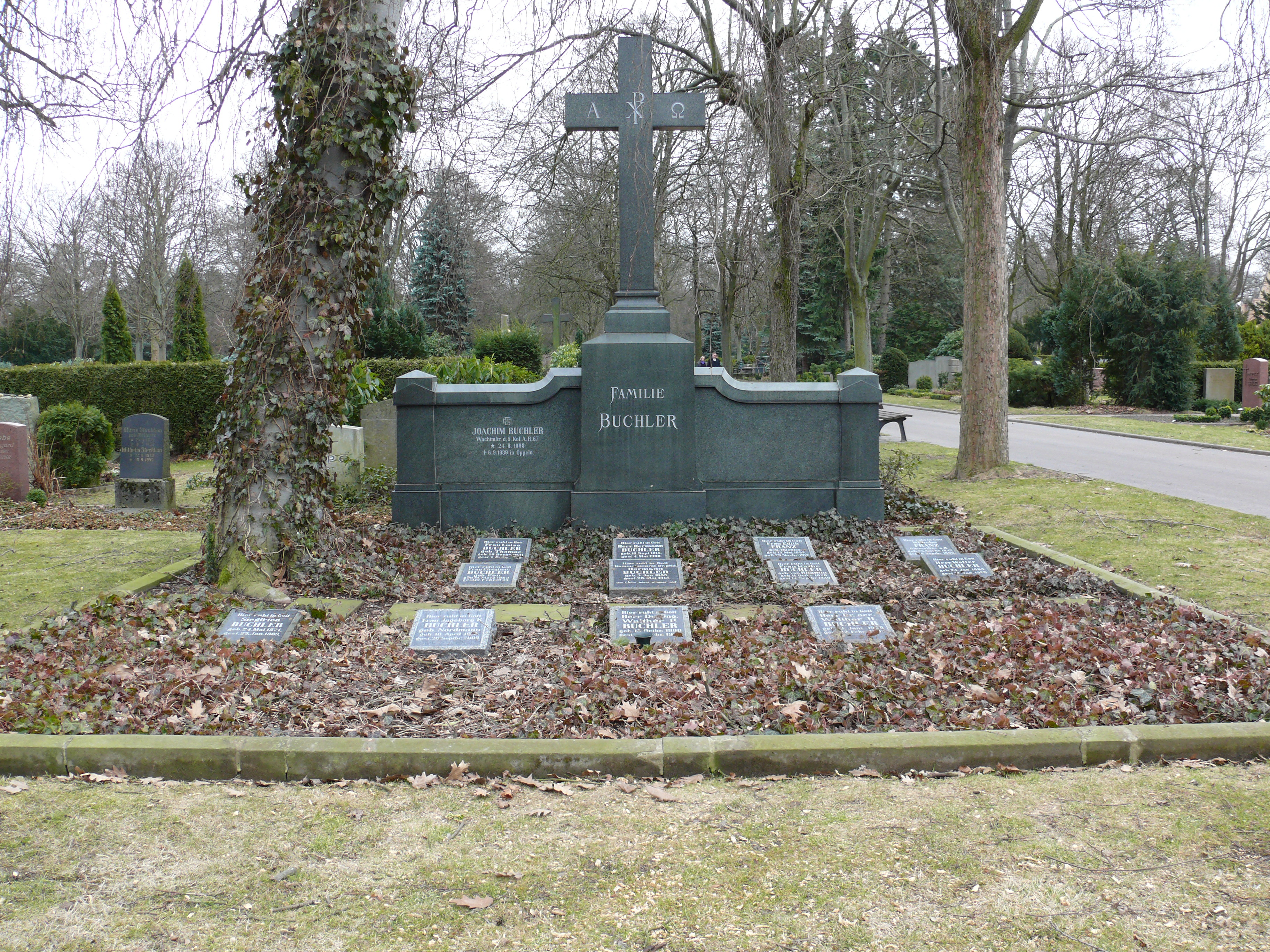
Grabstätte von Käthe Buchler
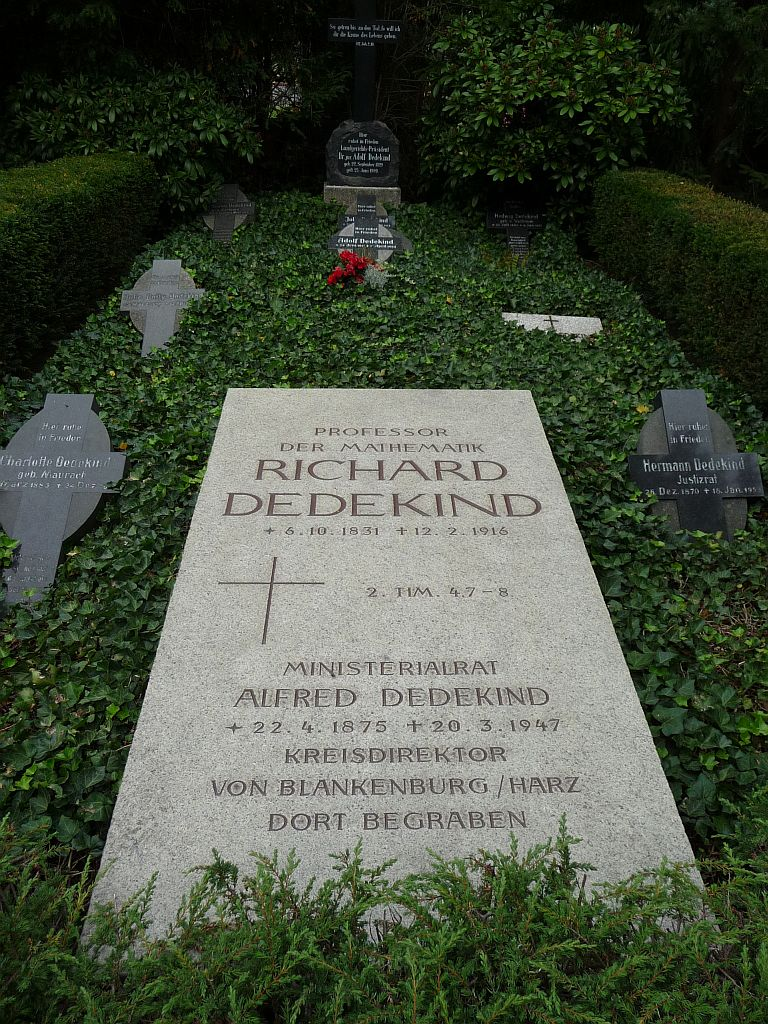
Grabstätte von Richard Dedekind
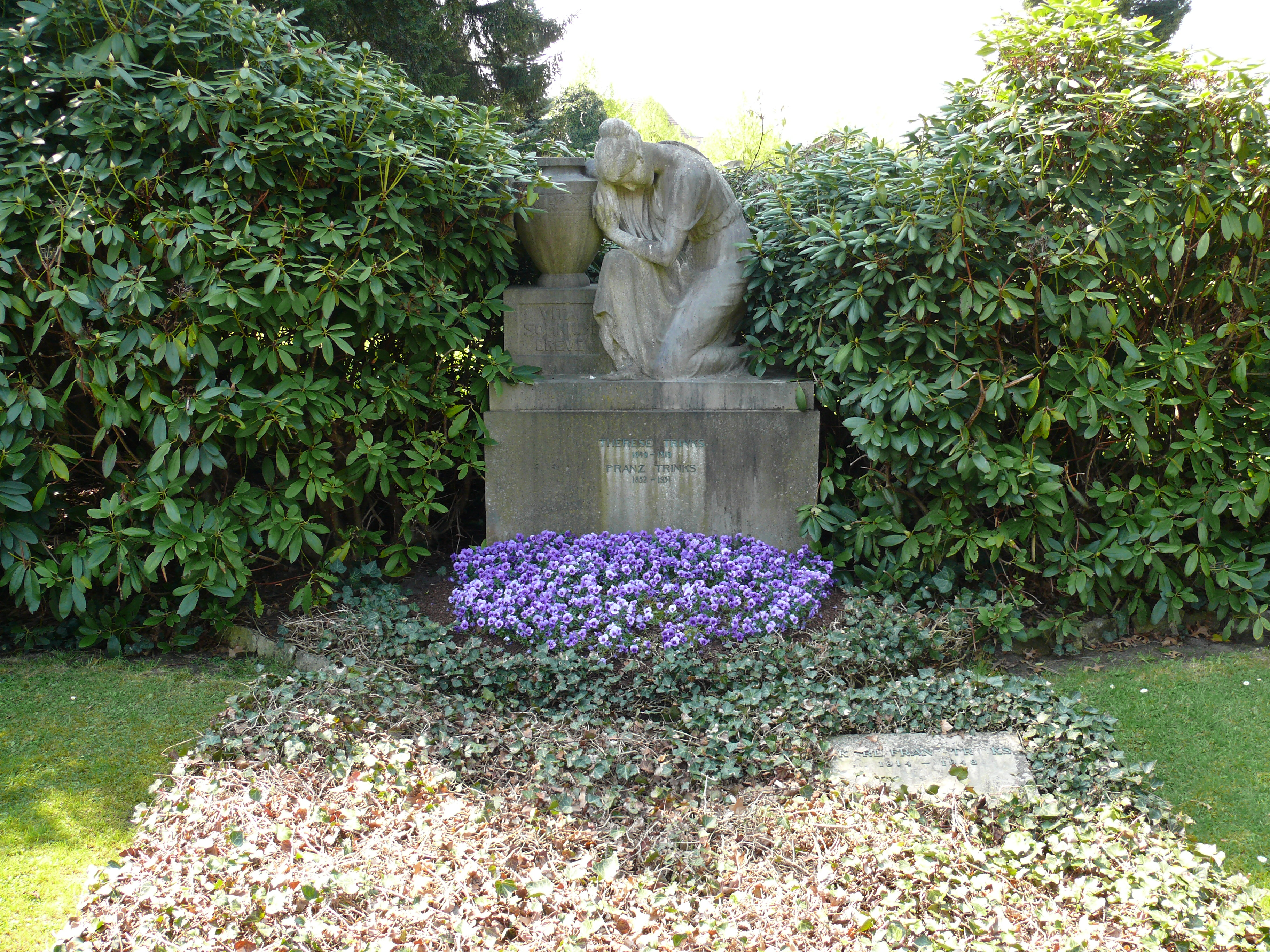
Grabstätte von Franz Trinks

## Besondere Bereiche

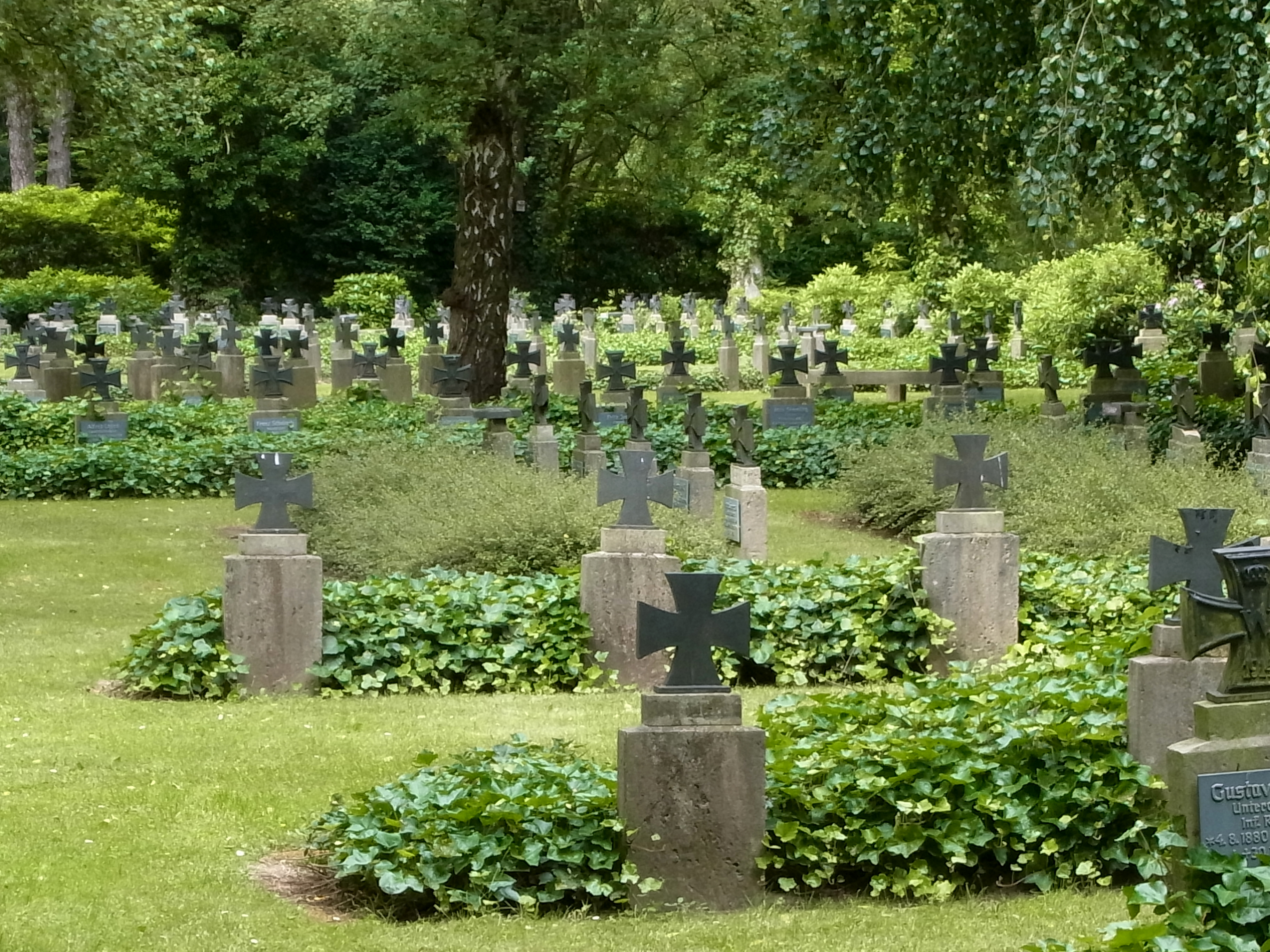
Der Ehrenfriedhof 1914–1918

In der Abteilung 24A im nordwestlichen Teil des Friedhofsgeländes befindet sich das Grabmalmuseum, ein Ausstellungsgelände für historische Grabmale.
In der Abteilung 46 befindet sich ein gesondertes Areal zur Bestattung der Schwestern des nahe gelegenen evangelischen Krankenhauses Marienstift.
Die Abteilung 83 wurde am 22. April 1994 seiner Nutzung als Gräberfeld für Muslime übergeben. Am Eingang befindet sich ein Stein mit der Inschrift „Islamischer Friedhof“.

### Ehrenfriedhöfe
Auf der Friedhofsanlage befinden sich mehrere militärische Ehrenfriedhöfe mit Kriegsgräbern aus dem Ersten und Zweiten Weltkrieg. Sie befinden sich im östlichen Teil in den Abteilungen 66 und 70. Im Abschnitt Kriegsgräber 1914–1918 (Abteilung 66) befinden sich Denkmale für das Husarenregiment Nr. 17 (27. November 1921), das Infanterie-Regiment 92 (19. September 1922) und das Reserve-Infanterie-Regiment 78 (6. Juli 1924). Am 13. Mai 1928 wurde das Ehrendenkmal für die im Ersten Weltkrieg vermissten Braunschweiger eingeweiht. Am 20. Mai 1956 wurde ein Ehrenmal für die gefallenen Fallschirmjäger eingeweiht. Am 4. Mai 1958 wurde ein weiteres Denkmal für die Gefallenen des Infanterie-Regiments 92 eingeweiht, das zuvor in Belgien gestanden hatte.
Der Ehrenfriedhof 1914–1918 wurde in mehreren Abschnitten bis 1928 fertiggestellt. Am 12. Mai 1915 genehmigte die Stadtverordnetenversammlung die Beschaffung von Gedenksteinen für die bestatteten Soldaten. Für die Umsetzung der Anlage war Friedhofsinspektor Wilhelm Heumann zuständig. Die Gedenksteine auf den Soldatengräbern bestehen aus Elmkalkstein und tragen Namensplatten aus Gusseisen und auf ihnen wurden Eiserne Kreuze aufgestellt. In den 1950er Jahren fand eine Umgestaltung des Ehrenfriedhofs statt, dabei wurden dorthin auch Denkmale umgesetzt.

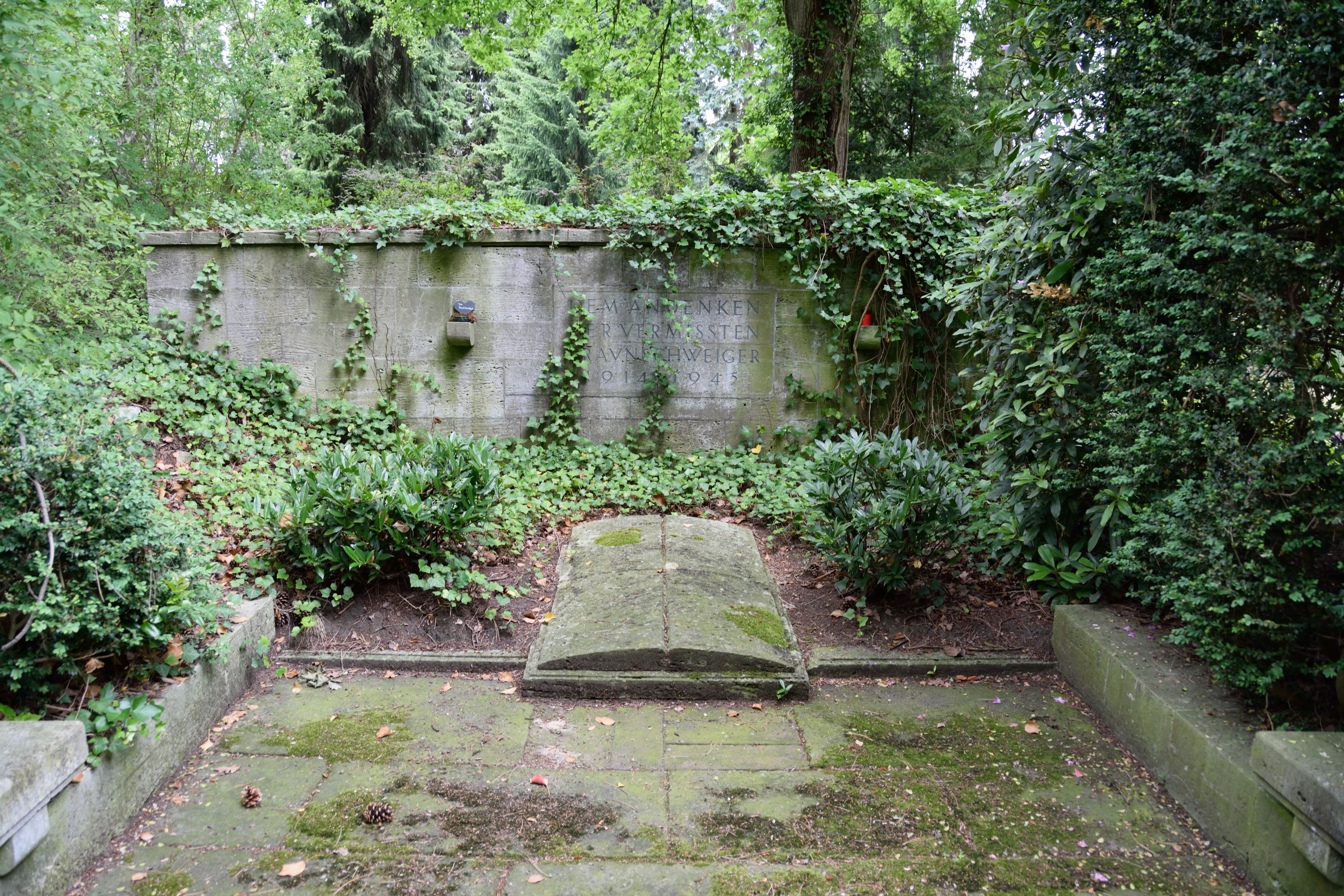
Vermisstendenkmal
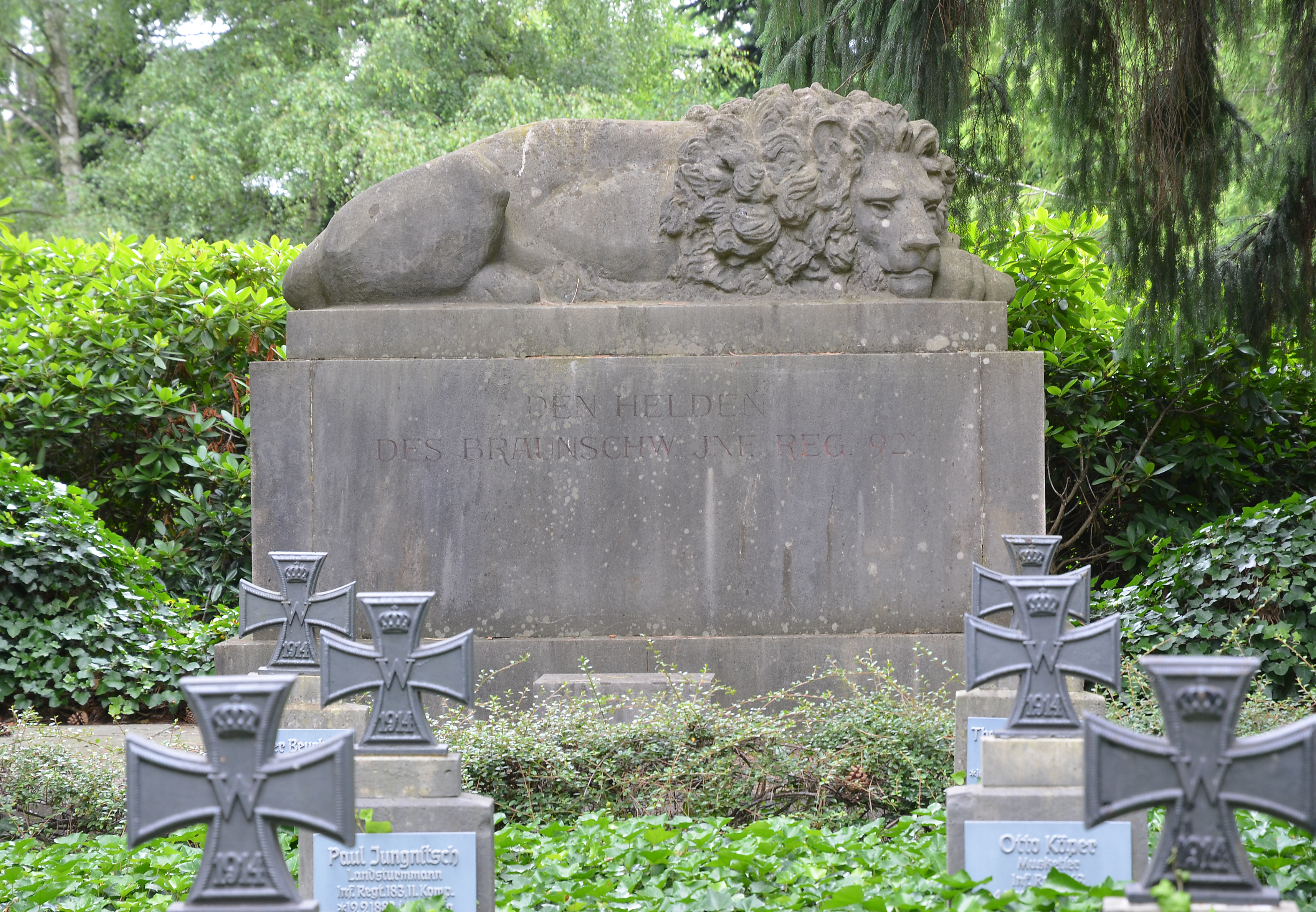
Denkmal Infanterieregiment 92 (1922)
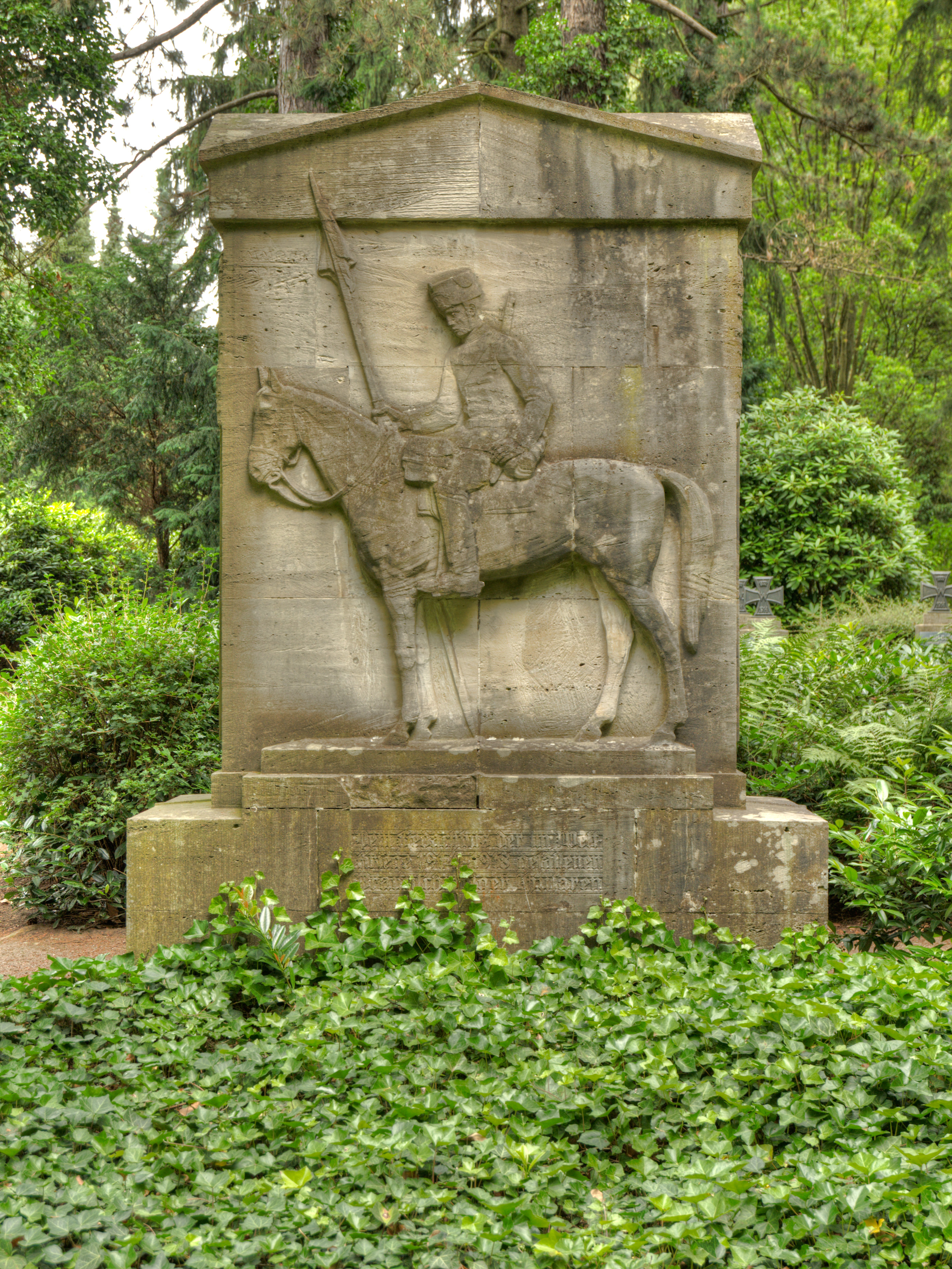
Denkmal Husarenregiment 17
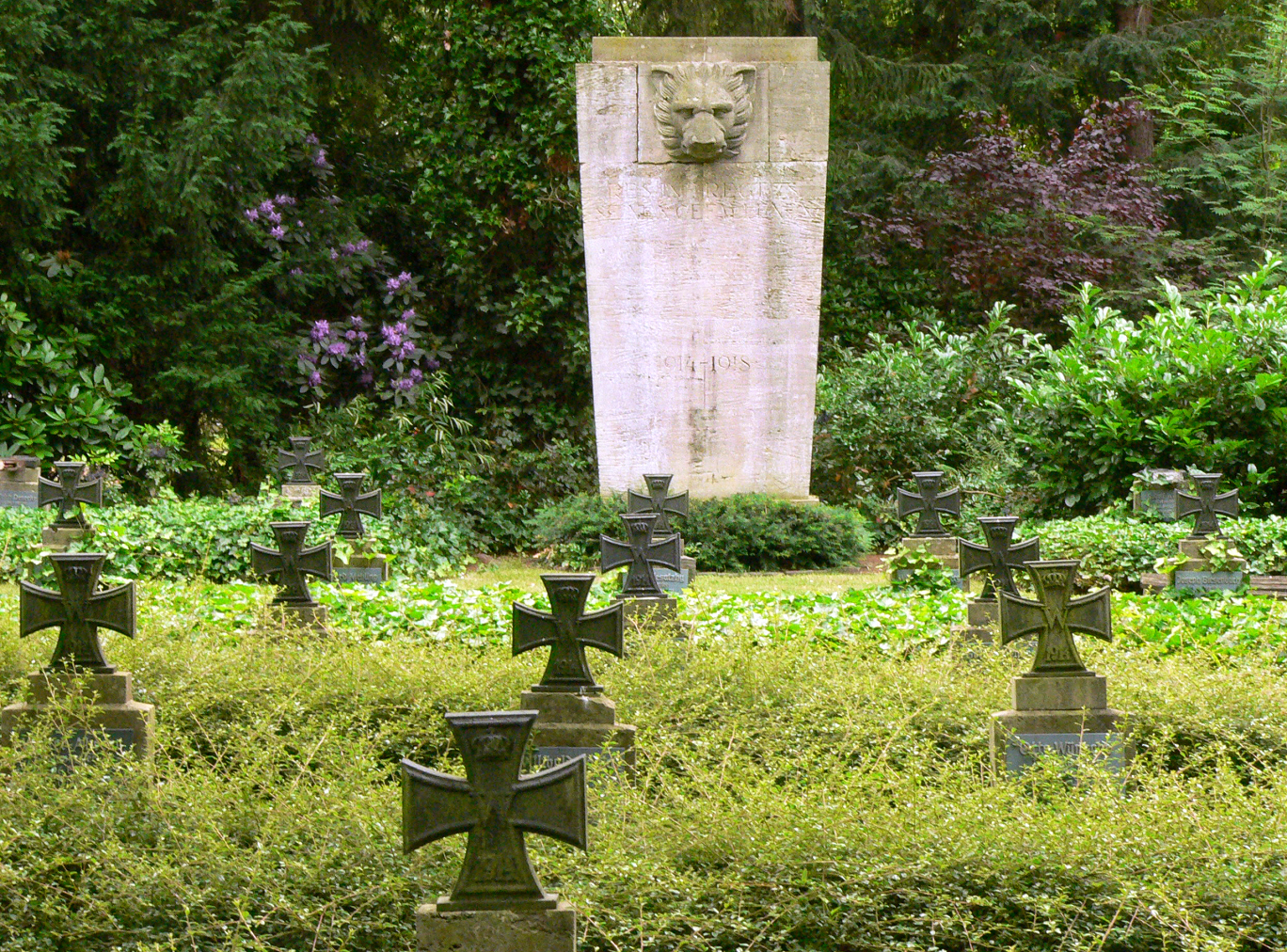
Denkmal Reserve-Infanterie-Regiment 78
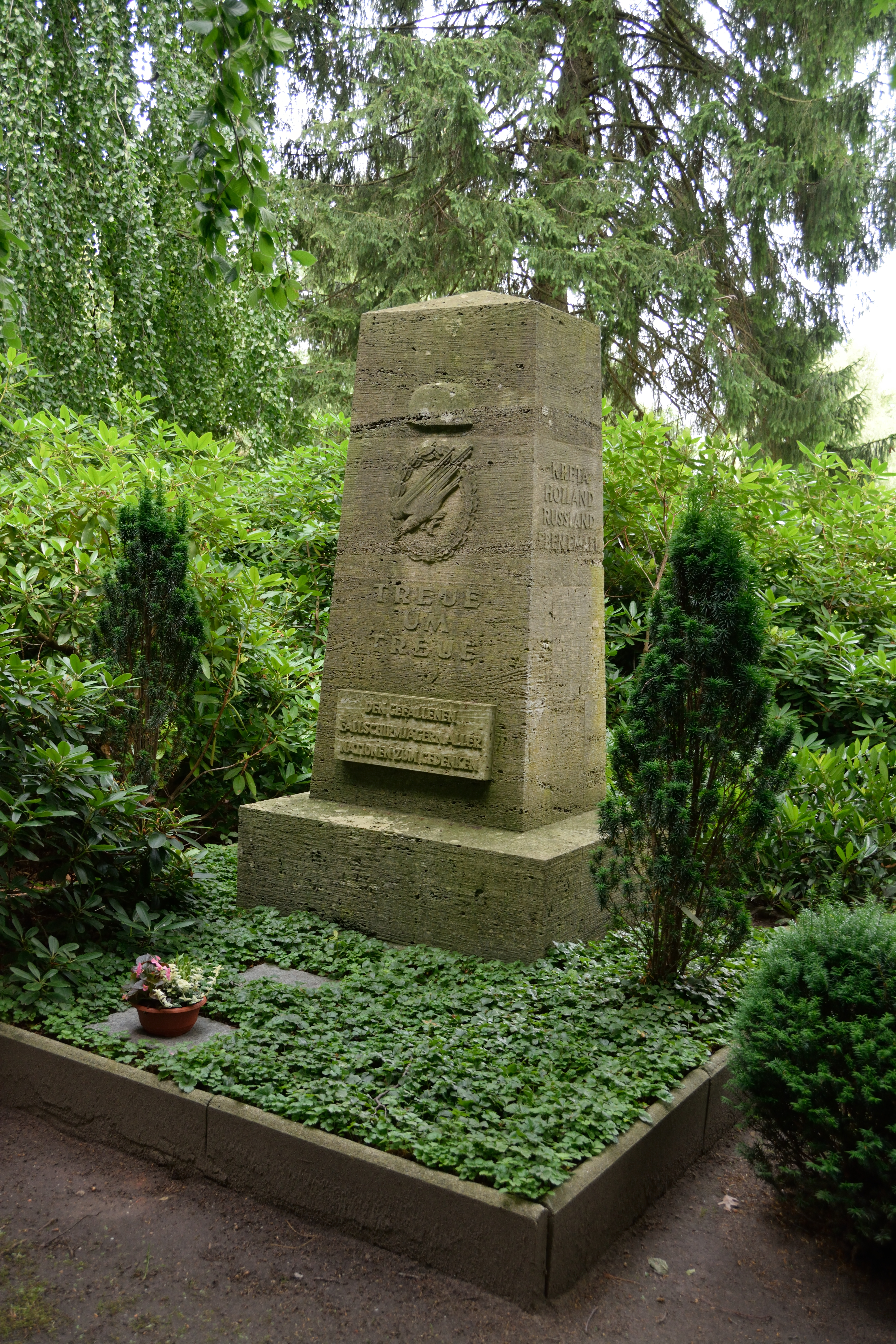
Fallschirmjägerdenkmal
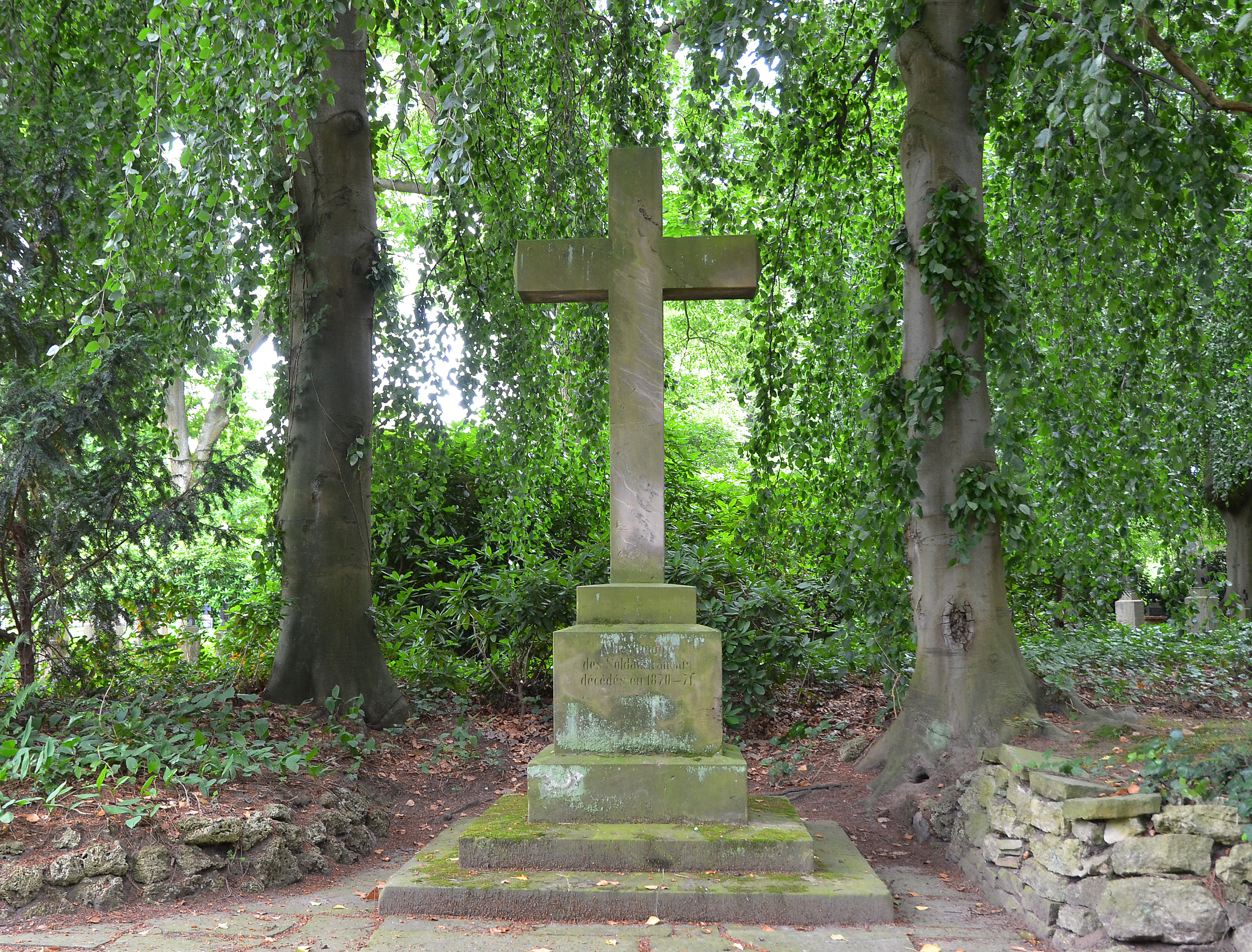
Kriegsgefangenendenkmal
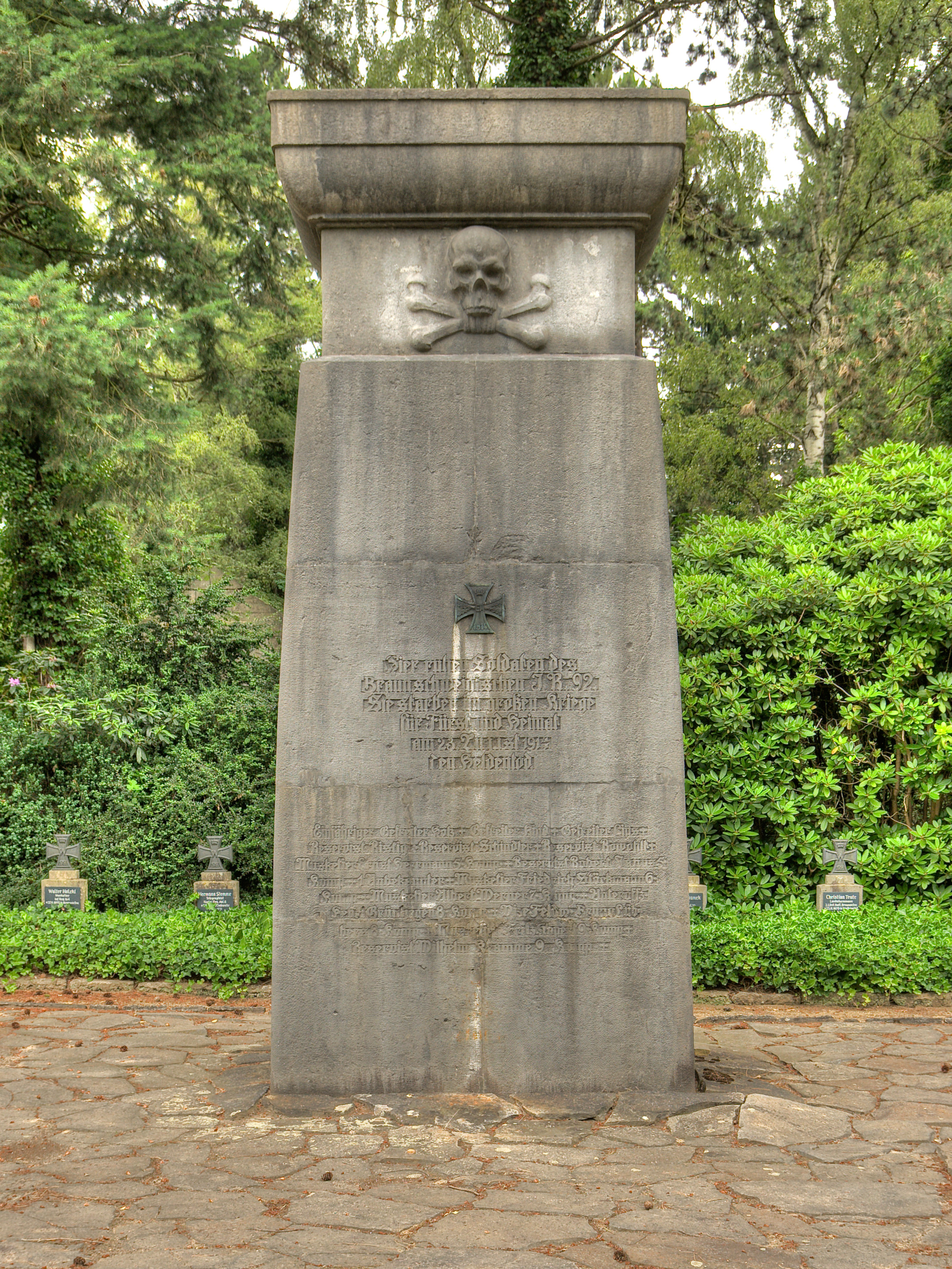
Denkmal Infanterieregiment 92 (1915)
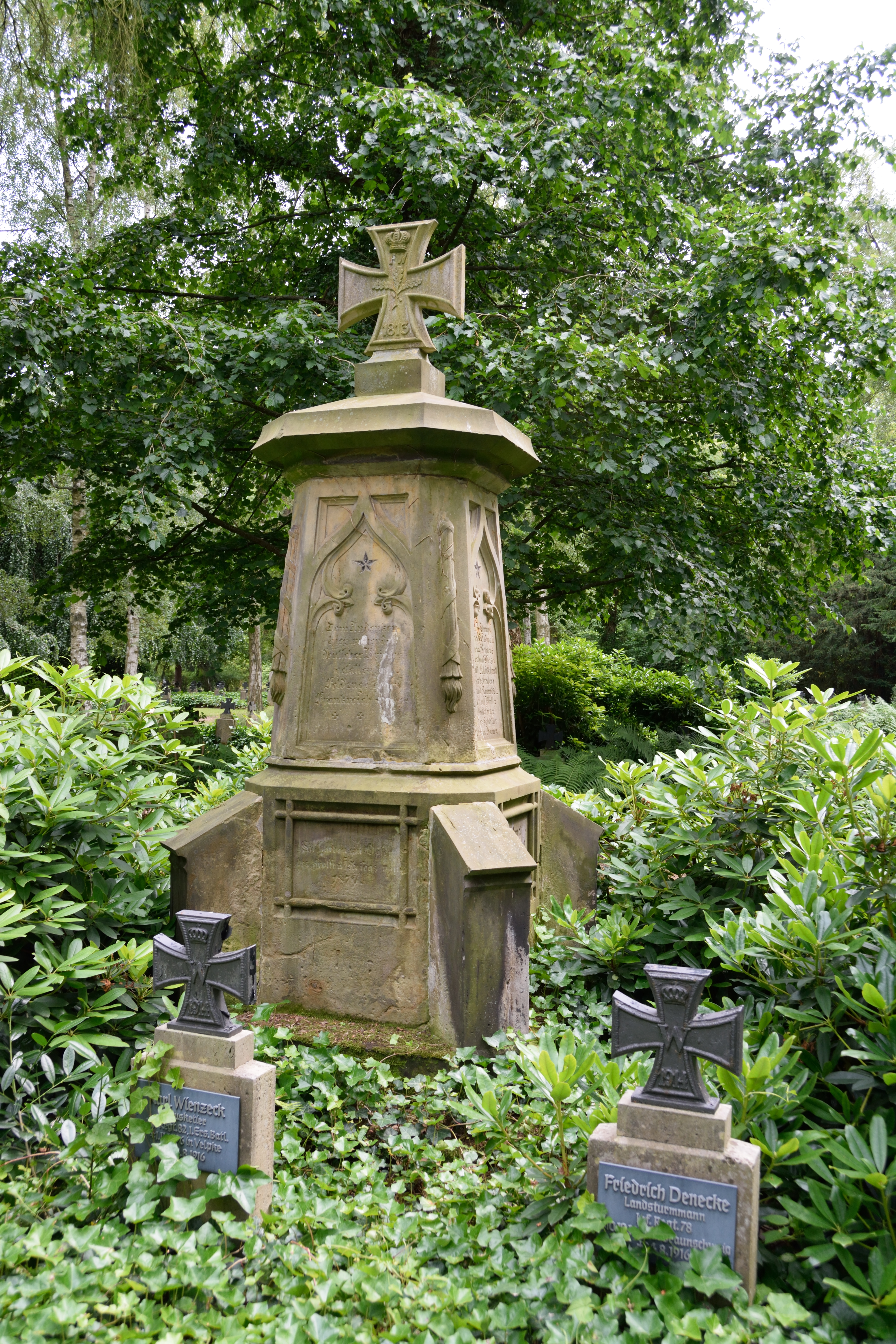
Gefallenendenkmal 1870/71

## Benachbarte Friedhöfe

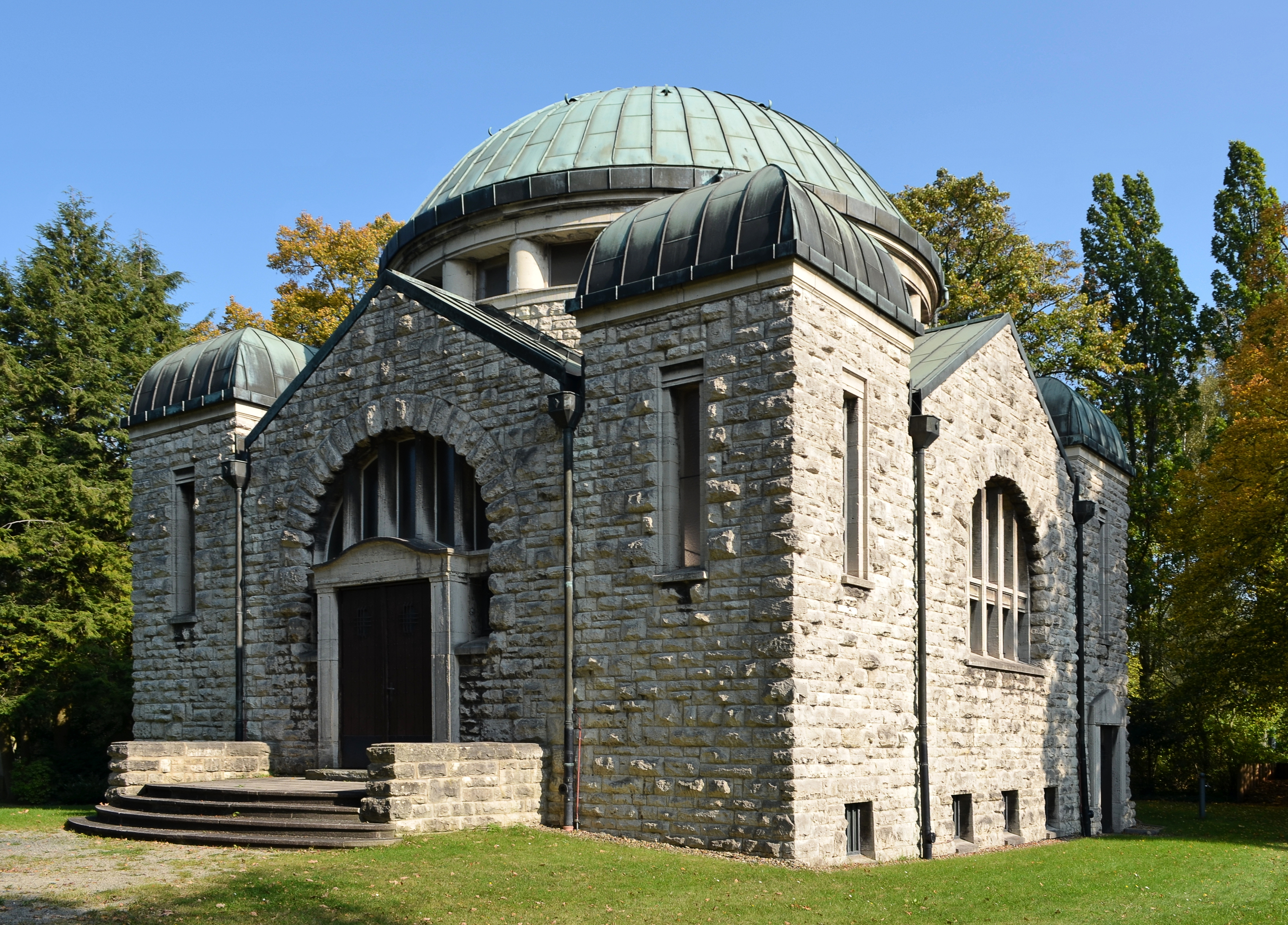
Die Jüdische „Kapelle“ von Georg Lübke

An den Hauptfriedhof grenzen weitere große Friedhöfe an, wie der Stadtfriedhof in Trägerschaft der Stadt Braunschweig und dahinter der Katholische Friedhof in Trägerschaft der Pfarrgemeinde St. Aegidien. Zwischen Hauptfriedhof und Stadtfriedhof befindet sich der Jüdische Friedhof. Der Katholische Friedhof wurde am 1. November 1901 eingeweiht, der Stadtfriedhof wurde 1914 eröffnet.
Auf dem Stadtfriedhof befinden sich das am 6. Juli 1958 eingeweihte Mahnmal für die elf Opfer der Rieseberg-Morde von 1933 und ein am 18. November 1962 eingeweihter Gedenkstein für die Toten beider Weltkriege, der Gewaltherrschaft und der Vertreibung, an ihm findet alljährlich am 15. Oktober eine Gedenkveranstaltung für die Opfer des Bombenangriffs vom 15. Oktober 1944 statt. Zudem befindet sich dort der Ausländerfriedhof. Außerdem besitzt es ein Rituelles Waschhaus für Muslime.
Auf dem Jüdischen Friedhof an der Helmstedter Straße, dessen Trauerhalle (die sogenannte Jüdische Kapelle) 1914 von Georg Lübke entworfen wurde, erinnert seit dem 16. November 1958 ein Gedenkstein an die Opfer der jüdischen Gemeinde unter der nationalsozialistischen Herrschaft. Die jüdische Kapelle wurde nach umfangreichen Restaurierungsarbeiten im Juni 1981 wieder eingeweiht.